# AC/DC (elektronika)
AC/DC jest w inżynierii elektronicznej i elektrycznej oznaczeniem obsługi obu typów zasilania DC: prądem stałym (ang. direct current) i AC prądem przemiennym (ang. alternating current).
W przemyśle elektronicznym i elektrycznym używane są:
- przetwornice AC/DC
- gniazda AC/DC